# Gekon żmijowy
Gekon żmijowy (Hemidactylus imbricatus) – gatunek jaszczurki z rodziny gekonowatych (Gekkonidae).

## Systematyka
Gatunek ten po raz pierwszy opisał w 1853 roku Edward Blyth, nadając mu nazwę Homonota fasciata; późniejsi autorzy zaliczali ten gatunek do rodzaju Teratolepis jako jedynego przedstawiciela tego rodzaju. Z badań Bauera i współpracowników (2008) wynika, że gatunki gekonów zaliczane do rodzaju Hemidactylus nie tworzą kladu, do którego nie należałby również gekon żmijowy; w konsekwencji zasadne okazało się zaliczenie gekona żmijowego do rodzaju Hemidactylus. Ponieważ nazwę Hemidactylus fasciatus nosi już gatunek afrykańskiego gekona opisany przez Johna Graya w 1842 roku, Bauer i współpracownicy (2008) ustanowili dla gekona żmijowego nową nazwę gatunkową Hemidactylus imbricatus.

## Wygląd
Niewielki gekon osiągający średnio 8 cm długości. Głowa trójkątna, oczy bez powiek z pionową źrenicą. Ogon gruby, grzbieto-brzusznie spłaszczony. Grzbiet szaro-brązowy. Wzdłuż ciała biegną ciemniejsze pręgi po sam ogon. Poprzecznie do nich biegną jaśniejsze pręgi również od głowy po sam ogon. Ciało pokryte drobnymi łuskami. Palce bez przylg zakończone pazurkami.
Rozmiary: Dorasta do 10 cm.

Długość życia: Żyje ok. 8 lat (max. 10).

Pokarm: Zwierzęcy (świerszcze, karaczany, szarańcza).

Aktywny: Jaszczurka aktywna w nocy.

Dymorfizm płciowy: Widoczny po czasie 3–4 miesięcy od wyklucia.

## Zasięg występowania
Gatunek ten występuje w Pakistanie, głównie w prowincji Sindh w południowo-wschodniej części kraju, a także w Pendżabie na północy. Jedno stwierdzenie odnotowano w dystrykcie Jalna w stanie Maharasztra w Indiach. Inne stwierdzenia z Indii, a nawet Sri Lanki są najprawdopodobniej błędne.
Występuje na suchych, skalistych terenach.

## Zachowanie
Jak wszystkie jaszczurki płochliwa, jednak nie ciężko ją oswoić. Z uwagi na drobne ciało należy być ostrożnym, biorąc ją na dłoń. Nie jest agresywna. Można ją trzymać z innymi gatunkami, jednak jest to niewskazane.

## Pożywienie
Żywią się drobnymi bezkręgowcami: ćmami, muchami, mniejszymi motylami i niewielkimi świerszczami. Podczas hodowli warto jak najobficiej urozmaicać pokarm. Owady z odłowu mogą przenosić pasożyty, bakterie, grzyby czy roztocza. Należy pamiętać o dodatkowych witaminach.

## Terrarium
Terrarium najlepiej typu wertykalnego (wysokie) ze względu na wspinaczkę. Wentylowane. Optymalne wymiary 40x30x20 cm dla 2 samic i 1 samca (długość/głębokość/wysokość), lecz im większe, tym bardziej komfortowo będą się czuły. Mata grzewcza lub kamienie podgrzewane. Jako podłoże najlepiej stosować włókno kokosowe. Ważne jest, by posiadało co najmniej kilka kryjówek.
- Oświetlenie: najlepiej stosować promiennik podczerwieni (50W), zależnie od wielkości terrarium. Lampy UVB niewymagane.
- Temperatura : 26–30 °C, punktowo nawet do 40 °C (noc 22–25 °C)
- Wilgotność powietrza : Na poziomie 50–65% (2 razy dziennie zwilżamy terrarium)